# Вильгельм III (герцог Баварии)

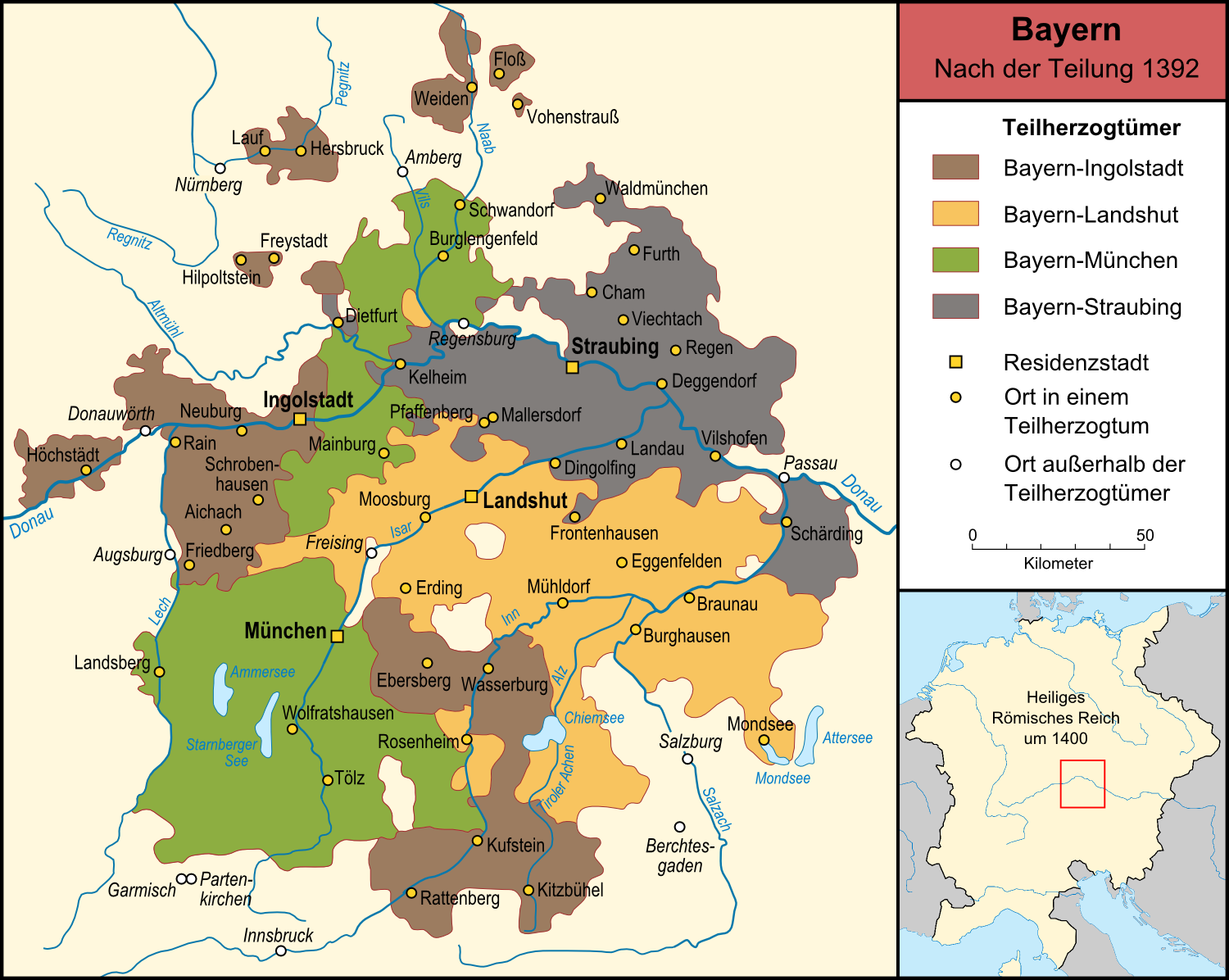
Четыре части Баварского герцогства по разделу 1392 г.

Вильгельм III (нем. Wilhelm III. von Bayern-München; 1375 — 12 сентября 1435) — герцог Баварско-Мюнхенский с 1397 года из династии Виттельсбахов (правил совместно со старшим братом Эрнестом). Сын Иоганна II.

## Биография
Когда угасла линия Виттельсбахов — герцогов Баварско-Штраубингских, графов Голландии и Эно, Вильгельм III и его брат Эрнест в борьбе с другими наследниками — герцогами Генрихом XVI и Людвигом VII в 1429 году смогли закрепить за собой часть баварских земель Баварии-Штраубинга.
Вильгельм III поддерживал императора Сигизмунда в его борьбе с гуситами и был одним из возможных кандидатов на императорское кресло, но в 1435 году умер. Ему наследовал сын от брака с Маргаритой Клевской (1416—1444) Адольф.